# Krystyna Pyszková
Krystyna Pyszková (tiếng Ba Lan: Krystyna Pyszko, sinh ngày 19 tháng 1 năm 1999) là một người mẫu và hoa hậu người Séc, cô đã đăng quang Hoa hậu Thế giới 2023 vào ngày 9 tháng 3 năm 2024. Trước đó, cô đã đăng quang Hoa hậu Cộng hòa Séc 2022 và là người phụ nữ thứ hai đại diện cho Cộng hòa Séc giành chiến thắng tại Hoa hậu Thế giới.

## Tiểu sử và học vấn
Pyszková sinh vào ngày 19 tháng 1 năm 1999 tại Třinec, nơi cô được học tại Gymnázium Třinec. Cô lớn lên ở ngôi làng Návsí gần đó, cô là người Séc thuộc dân tộc thiểu số Silesian Gorals ở Trans-Olza. Pyszková chuyển đến Praha để tiếp tục học tập của cô. Trước khi đăng quang Hoa hậu Cộng hòa Séc, Pyszková đang theo học ngành Luật tại Đại học Charles ở Praha và Quản trị Kinh doanh tại MCI Management Center Innsbruck ở Innsbruck.

## Cuộc thi sắc đẹp

### Hoa hậu Cộng hòa Séc 2022
Pyszková bắt đầu sự nghiệp thi hoa hậu vào năm 2022, khi cô lọt vào vòng chung kết Hoa hậu Cộng hòa Séc 2022. Cuộc thi sau đó được tổ chức vào tháng 5 năm 2022 và Pyszková đã giành được ngôi vị cao nhất. Với tư cách là Hoa hậu Cộng hòa Séc 2022, cô được chọn là đại diện cho Cộng hòa Séc tại Hoa hậu Thế giới 2023.

### Hoa hậu Thế giới 2023
Cuộc thi lần thứ 71 của Hoa hậu Thế giới ban đầu dự kiến được tổ chức tại Các Tiểu vương quốc Ả Rập Thống nhất. Cuộc thi sau đó thay đổi địa điểm tổ chức sang Ấn Độ và dự kiến tổ chức vào ngày 16 tháng 12 năm 2023 tại Mumbai. Tuy nhiên, cuộc thi được dời sang ngày 2 tháng 3 năm 2024 do cuộc bầu cử năm 2023 tại Ấn Độ, và sau đó cuộc thi được dời lại một lần nữa đến ngày 9 tháng 3 năm 2024. Hoa hậu Thế giới bắt đầu diễn ra tại New Delhi vào tháng 2 năm 2024 với các phần thi phụ của cuộc thi trước đêm chung kết, với Pyszková tiếp tục lọt vào top 4 chung cuộc châu Âu trong phần thi Top Model và lọt vào top 10 chung cuộc trong phần thi Beauty with a Purpose.
Đêm chung kết của cuộc thi được tổ chức tại Trung tâm Hội nghị Jio World, Mumbai vào ngày 9 tháng 3, Pyszková đã đăng quang ngôi cao nhất của cuộc thi. Với danh hiệu của mình, Pyszková trở thành người phụ nữ thứ hai đại diện cho Cộng hòa Séc giành chiến thắng Hoa hậu Thế giới, sau Taťána Kuchařová, người đã đăng quang Hoa hậu Thế giới 2006.